# PIGQ
La subunidad Q de fosfatidilinositol N-acetilglucosaminiltransferasa es una enzima que en humanos está codificada por el gen PIGQ .
Este gen está involucrado en el primer paso en la biosíntesis de anclaje de glicosilfosfatidilinositol (GPI). El ancla de GPI es un glicolípido que se encuentra en muchas células sanguíneas y sirve para anclar proteínas a la superficie celular. Este gen codifica un componente de N-acetilglucosamina transferasa que forma parte del complejo que cataliza la transferencia de N-acetilglucosamina (GlcNAc) de UDP-GlcNAc a fosfatidilinositol (PI).

## Interacciones
Se ha demostrado que PIGQ interactúa con PIGH, PIGA  y PIGC . 